# Егоркинское сельское поселение (Татарстан)
Егоркинское се́льское поселе́ние — муниципальное образование в Нурлатском районе Татарстана Российской Федерации.
Административный центр — село Егоркино.

## География
Егоркинское сельское поселение граничит с Ахметовским, Среднекамышлинским, Тюрнясевским и Якушкинским сельскими поселениями.

## История
Статус и границы сельского поселения установлены Законом Республики Татарстан от 31 января 2005 года № 32-ЗРТ «Об установлении границ территорий и статусе муниципального образования "Нурлатский муниципальный район" и муниципальных образований в его составе».

## Население
| 2010  | 2011  | 2012  | 2013  | 2014  | 2015  | 2016  |
| ----- | ----- | ----- | ----- | ----- | ----- | ----- |
| 1782  | ↘1774 | ↗1954 | ↘1725 | ↘1702 | ↘1672 | ↘1659 |
| 2017  | 2018  |       |       |       |       |       |
| ↘1651 | ↘1644 |       |       |       |       |       |

## Состав сельского поселения
| № | Населённый пункт | Тип населённого пункта       | Население |
| - | ---------------- | ---------------------------- | --------- |
| 1 | Егоркино         | село, административный центр |           |
| 2 | Единение         | деревня                      |           |
| 3 | Караульная Гора  | деревня                      |           |
| 4 | Русская Менча    | деревня                      |           |